# Cristiano Michelena
Cristiano Rosito Michelena (Porto Alegre, 9 de março de 1971) é um nadador brasileiro, que participou de duas edições dos Jogos Olímpicos pelo Brasil.
É formado em engenharia mecânica pela Pontifícia Universidade Católica do Paraná. Atualmente mora em Londres e é sócio da empresa de arquitetura Foster&Partners, desde junho de 2013.

## Trajetória esportiva
Cristiano pertence a uma família de nadadores; sua mãe, Magda Rosito, foi campeã sul-americana. Treinou no Grêmio Náutico União, no Clube do Golfinho em Curitiba, e no Flamengo. Foi campeão brasileiro infantil em 1984.
Nos Jogos Pan-Americanos de 1987 em Indianápolis, conquistou a medalha de prata nos 400 metros nado livre, e medalha de bronze nos revezamentos 4x100 metros nado livre e no 4x200 metros nado livre. Também terminou em quarto lugar nos 1500 metros livre, e sexto lugar nos 200 metros livre.
No ano seguinte, foi aos Jogos Olímpicos de Seul, e terminou em décimo lugar nos 4x200 metros livre, 12º nos 4x100 metros livre, 23º nos 200 metros livre, 23º nos 400 metros livre e 26º nos 1500 metros livre.
Em 17 de abril de 1989 quebrou o recorde sul-americano nos 400 metros nado livre em piscina curta, com o tempo de 3m46s39.  O recorde só foi quebrado no final de 2005 por Armando Negreiros.
No Troféu Brasil de 1990, bateu o recorde brasileiro dos 200 metros nado livre.
Treinava na Universidade do Estado do Arizona, quando participou dos Jogos Olímpicos de 1992 em Barcelona.; ficou em 21º lugar nos 200 metros nado livre, 6º lugar no revezamento 4x100 metros nado livre e 7º no revezamento 4x200 metros nado livre.